# Belsőbáránd megállóhely
Belsőbáránd megállóhely egy Fejér vármegyei vasúti megállóhely, melyet a MÁV üzemeltet Aba városában. A névadó településrész, Belsőbáránd nyugati szélén helyezkedik el, a 6214-es út vasúti keresztezésének északi oldalán, közúti megközelítését ez az út biztosítja.

## Vasútvonalak
A megállóhelyet az alábbi vasútvonalak érintik:
- Sárbogárd–Börgönd-vasútvonal

## Kapcsolódó állomások
A megállóhelyhez az alábbi állomások vannak a legközelebb:
- Aba-Sárkeresztúr vasútállomás (Sárbogárd–Börgönd-vasútvonal)
- Börgönd vasútállomás (Sárbogárd–Börgönd-vasútvonal)

## Forgalom
| Járat             | Útvonal | Gyakoriság |
| ----------------- | --- | ---------- |
| Gemenc InterRégió | Székesfehérvár – Belsőbáránd – Sárbogárd – Cece – Vajta – Nagydorog – Tengelic – Fácánkert – Tolna-Mözs – Szekszárd – Őcsény – Decs – Bátaszék – Alsónyék – Pörböly – Baja | 2 óránként |